# Phyxium lanatum
Phyxium lanatum är en skalbaggsart som beskrevs av Fauvel 1906. Phyxium lanatum ingår i släktet Phyxium och familjen långhorningar. Inga underarter finns listade i Catalogue of Life.